# Aistersheim
Aistersheim – miejscowość i gmina w Austrii, w kraju związkowym Górna Austria, w powiecie Grieskirchen. Liczy 852 mieszkańców.